# Miradouro do Morro Alto
O Miradouro do Morro Alto é um miradouro português localizado sítio do Morro Alto, na Achada, e concelho das Lajes das Flores dentro de uma área classificada como paisagem protegida pela sua variada biodiversidade.
Este miradouro situado a grande altitude debruça-se a partir do Morro Alto sobre uma paisagem de vegetação endémica bastante variada, com extenso masissos de florestas de Laurisilva caraquetristicas da Macaronésia sendo por isso um local classificado de paisagem protegida. A altitude permite uma vista abrangente de grande parte da ilha das Flores e do mar que a rodeia.